# Yi (kana)
Yi (hiragana :𛀆, katakana :𛄠) es una mora japonesa o un kana que se utiliza para escribirlo, aunque nunca ha sido de uso estándar.

## Historia
Junto con 𛀁 (ye) y 𛄟 (wu), la mora yi no tiene un kana oficialmente reconocido, ya que no aparecen en palabras japonesas nativas; sin embargo, durante el período Meiji, los lingüistas acordaron casi unánimemente los kana para yi, ye y wu. Se cree que 𛀆 (yi) y 𛄟 (wu) nunca aparecieron como moras en japonés, y 𛀁 (ye) se fusionó conえ y エ como resultado de cambios históricos regulares del sonido.

## Caracteres
En el período Edo y el período Meiji, algunos lingüistas japoneses intentaron separar kana i y kana yi. Las formas de los caracteres variaban según cada lingüista. 𛀆 y 𛄠 eran sólo dos de muchos glifos.
Habían símbolos fonéticos para llenar los espacios en blanco de la tabla Gojuon, pero los japoneses no los separaban en la escritura normal.
- i
  - Kana tradicional
    - い[2] (Hiragana)
    - イ[2] (Katakana)
- Yi
  - Kana tradicional
    - い (hiragana)
    - 𛀆[2] (Hentaigana de い. Hiragana 𛀆)
    - イ (katakana)

  - Kana construido
    - い〻[3] (い con puntos. Hiragana)
    - 𛀆〻[4] (𛀆 con puntos. Hiragana)
    - イ〻[3] (イ con puntos. Katakana)
    - 𛄠[2][5] (Una parte de 以.[5] Katakana)

Estas sugerencias no fueron aceptadas.

## Unicode
La forma hiragana de este kana está codificada en Unicode como HENTAIGANA LETTER I-1, con la posición U+1B006, mientras que la forma katakana está codificada como KATAKANA LETTER ARCHAIC YI, en la posición U+1B120.